# Гробница Захарии
Гробница Захарии — древний, высеченный из скалы монумент (II век до н. э. — I век н. э.) в Иерусалиме, в Кедронской долине возле Храмовой горы. Расположена в комплексе монументальных гробниц, рядом с гробницей Авессалома и гробницей Бней Хезир. Не имеет погребальной камеры. Возможно, является нефешем (памятником), упомянутым в надписи на архитраве гробницы Бней Хезир.

## Архитектура
Монумент «Гробница Захарии» относится к числу очень немногих строений — памятников архитектуры времен Второго Храма почти полностью сохранившихся в первоначальном виде с незначительными вторичными изменениями.

### Первичная архитектура (II век до н. э. — I век н. э.)
Гробница Захарии целиком вырезана в скале, в виде куба со стороной примерно 5,5 метра на трехступенчатом основании с пирамидальной крышей. Высота монумента около 12.5 метра. Основание монумента (крепида) является типичным архитектурным элементом древнегреческих храмов, а верхняя часть монумента с карнизом и крышей выполнена в египетском стиле. На гранях куба (с трех сторон) находятся по две полуколонны и две четверть-колонны ионического ордера с типичными капителями с двумя спиралевидными завитками (волютами). Четверть-колонны примыкают к прямоугольным пилястрам на краях граней.

### Вторичные дополнения (IV век н. э.)
Грот под крепидой монумента и ведущие к нему с двух сторон ступеньки были выдолблены в византийский период. Предполагается, что они были частью церкви, построенной перед гробницей Захарии.

## Археология
Исследование монумента «Гробница Захарии» производили археологи: Ф.де Сольси (Félicien de Saulcy) в 1850 году, Н.Авигад (N. Avigad) в 1940-х годах, Д. М. Аллегро и Д. М. Стачбари (J. M. Allegro and H. E. Stutchbury) в начале 1960-х годов, Д. Бараг (D. Barag) в 2000—2001 годах, Б. Зиссу и А.Тендлер (B. Zissu and A. S. Tendler) в 2011 году.

## Названия
По иудейской традиции гробница принадлежит пророку Захарии. Христианские традиции связывают гробницу как с пророком Захарией, так и со священником Захарией, отцом Иоанна Крестителя. Ещё одна христианская традиция, восходящая к византийскому периоду, соотносит монумент с гробницей Святого Иакова — брата Господня и первого Епископа Иерусалима. На протяжении истории в связи с гробницей упоминались и другие библейские персонажи.